# Rhadinaea montana
Rhadinaea montana — вид змій родини полозових (Colubridae). Ендемік Мексики.

## Поширення і екологія
Rhadinaea montana мешкають в горах Східної Сьєрра-Мадре в штаті Нуево-Леон. Вони живуть в первинних відкритих сосново-дубових лісах та на сухих луках, трапляються поблизу джерел і заболочених місцевостей. Зустрічаються на висоті від 1500 до 1800 м над рівнем моря. Відкладають яйця.

## Збереження
МСОП класифікує стан збереження цього виду як близький до загрозливого. Rhadinaea montana загрожує знищення природного середовищ.